# Wonderland (película de 2024)
Wonderland (en hangul, 원더랜드; McCune-Reischauer, Wŏndŏraendŭ) es una película surcoreana de ciencia ficción escrita y dirigida por Kim Tae-yong, y protagonizada por Park Bo-gum, Bae Suzy, Jung Yu-mi, Choi Woo-shik y Tang Wei. Se estrenó en Corea del Sur el 5 de junio de 2024.

## Sinopsis
Wonderland es un entorno virtual que recrea mediante inteligencia artificial a personas fallecidas o en coma, y con las que se puede comunicar por videollamada. A él recurren varias personas: una anciana que quiere que su hija siga presente en la vida de su nieta; también una joven azafata, para seguir en compañía de su novio, que se encuentra en estado vegetativo, aunque cuando él se recupera no quiere suspender el servicio; una anciana que quiere seguir cuidando de su nieto; y un hombre que padece una enfermedad terminal.

## Reparto

### Principal
- Tang Wei como Bai Li.[4]
- Bae Suzy como Jeong-in.[5]
- Park Bo-gum como Tae-joo.[4]
- Jung Yu-mi como Hae-ri, coordinadora de Wonderland.[6][7]
- Choi Woo-shik como Hyeon-soo, coordinador de Wonderland.[8]

### Secundario
- Nina Paw como la madre de Bai Li.
- Sung Byung-sook como Song Jeong-ran.[9]
- Tang Jun-sang como Choi Jin-gu, nieto de Jeong-ran.[9]
- Song Deok-ho como el hijo de Yong-sik.
- Jang Sung-yoon como la hija de Yong-sik.
- Lee Eol como el padre de Hae-ri.[10]
- Kang Ae-shim como la madre de Hae-ri.[11]

- Son Kyung-won como un taxista.
- Jeon Su-ji como la sénior de Jung-in.
- Darcy Paquet como Danny.
- Jo Hee-bong como el sénior de Tae Joo.
- Park Hee-von como Stella.
- Moon Jung-woong como auxiliar de vuelo.

### Apariciones especiales
- Gong Yoo como un hombre de 40 años.[12]
- Choi Moo-sung como Lee Yong-sik.

- Kim Sung-ryung como la madre de Hyeon-soo.[10]

## Producción
Wonderland fue el nuevo trabajo del director Kim Tae-yong después de Late Autumn (2010), y la segunda vez que trabaja con Tang Wei, a quien conoció precisamente durante el rodaje de aquella y con quien se casó en 2014. Era un proyecto en cuya planificación y desarrollo había estado inmerso durante mucho tiempo. El presupuesto final ascendió a unos 18 000 millones de wones, y el punto de equilibrio se estimaba en 2,9 millones de espectadores.
El 26 de junio de 2019 se comunicó que Suzy había recibido una oferta para protagonizar la película y estaba considerando si hacerlo. A principios de julio del mismo año la agencia de Choi Woo-shik anunció que el actor había aceptado una propuesta similar. En el sucesivo mes de agosto un representante de la productora confirmó que Tang Wei estaba considerando protagonizar la película pero que aún no había aceptado. En septiembre Blossom Entertainment comunicó a su vez que su representado Park Bo-gum participaría también en la película. En noviembre se unió al reparto protagonista Jung Yu-mi, que había aplazado su decisión mientras promocionaba Kim Ji-young: Born 1982. Por último, en marzo de 2020 fuentes de la productora confirmaron que se había ofrecido un papel a Gong Yoo, el cual estaba considerando la oferta.
En marzo de 2020 un portavoz de Ace Maker Movie Works comunicó que en principio estaba previsto comenzar el rodaje en dicho mes, pero que se había aplazado a abril debido a la situación provocada por el Covid-19, y que en todo caso estaba a expensas de cómo evolucionara dicha situación. En ese momento la previsión era rodar por tres o cuatro meses y estrenar al año siguiente, 2021.En julio de 2020 la película se encontraba en pleno rodaje, en localizaciones de Paju, provincia de Gyeonggi.Se había rodado asimismo en estudio en Jeonju. El rodaje concluyó a finales de septiembre, a excepción de algunas escenas con Tag Wei, que estaba previsto completar en enero de 2021; después el filme entró en posproducción. En octubre se preveía aún que el estreno tuviera lugar en la segunda mitad del año siguiente.

### Promoción
El 23 de abril de 2024 Ace Maker Movie Works, distribuidora del filme, distribuyó algunos fotogramas de los protagonistas, así como un avance del filme. La producción se presentó el 31 de mayo de 2024 en Megabox COEX en Gangnam-gu, Seúl, con un pase previo.

## Estreno y recepción
En octubre de 2020 Ace Maker y Netflix acordaron estrenar en todo el mundo, excepto en Corea y China, a través de Netflix. Para China, donde Netflix no tiene presencia, se estaba considerando el estreno local dada la presencia en el reparto de la estrella nacional Tang Wei. El importe del contrato con la plataforma asciende aproximadamente al 30 % del coste de producción de Wonderland.
El 22 de marzo de 2024 Ace Maker Movie Works, distribuidora del filme, anunció que se estaba preparando su estreno para junio de ese año y que ya habían comenzado las operaciones de mercadeo. El 23 de abril confirmó que el estreno sería el 5 de junio.Este tuvo lugar en 1165 salas de cine para 82 875 espectadores, y ocupó el primer lugar durante los primeros cuatro días de exhibición. Al 29 de junio había vendido 622 700 entradas, que habían dejado 4 264 268 dólares en taquilla, estando por este concepto en la undécima posición entre las películas surcoreanas estrenadas en el año.